# Peter Holowka

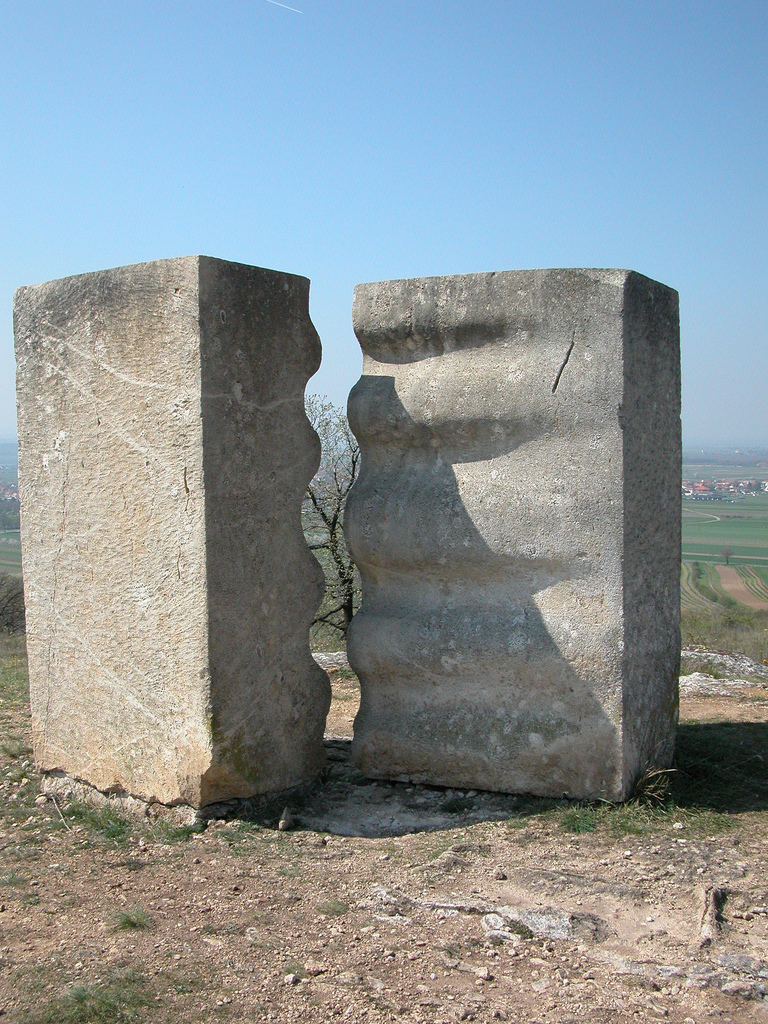
Ohne Titel (1969), Sankt Margarethen im Burgenland

Peter Holowka (Spital am Pyhrn, 4 mei 1943) is een Oostenrijkse schilder en beeldhouwer.

## Leven en werk
Holowka volgde een opleiding aan de Bundesfachschule für Holzbildnerei en aansluitend studeerde hij beeldhouwkunst aan de kunstacademie. De kunstenaar nam in de jaren zestig deel aan symposia van steenbeeldhouwers in Duitsland en Oostenrijk. 
Holowka leeft en werkt in Genève en wijdt zich uitsluitend aan de schilderkunst.

## Beeldhouwersymposia
- 1968 : Bildhauersymposion Lindabrunn in Enzesfeld-Lindabrunn (Oostenrijk)
- 1969 : Symposion Europäischer Bildhauer in Sankt Margarethen im Burgenland (Oostenrijk)
- 1969/1970 : Skulpturenfeld Oggelshausen in Oggelshausen (Duitsland)